# (715) Transvaalia
(715) Transvaalia – planetoida z pasa głównego asteroid okrążająca Słońce w ciągu 4 lat i 221 dni w średniej odległości 2,77 au. Została odkryta 22 kwietnia 1911 roku w Union Observatory w Johannesburgu przez Harry’ego Wooda. Nazwa planetoidy pochodzi od Transwalu, nieistniejącej już prowincji w Południowej Afryce, była to pierwsza odkryta tam planetoida. Przed nadaniem nazwy planetoida nosiła oznaczenie tymczasowe (715) 1911 LX.